# Eugen Nerdinger
Eugen Nerdinger (* 26. Januar 1910 in Augsburg; † 8. August 1991 ebenda) war Schrift- und Buchgestalter, Gebrauchsgrafiker und Leiter der Augsburger Werkkunstschule. Als Sozialdemokrat gehörte er während der Zeit des Nationalsozialismus zur Widerstandsgruppe um Bebo Wager.

## Leben
Eugen Nerdinger begann nach seiner Schulzeit eine Lehre als Schriftsetzer, die er im Jahr 1932 wegen und trotz einer ungünstigen gesundheitlichen Verfassung während seiner Lehrzeit zum Abschluss brachte. Drei Jahre später leistete er als Maschinenarbeiter bei der Maschinenfabrik Augsburg-Nürnberg AG (MAN) seine Dienste. Im Jahr 1937 begann er mit einem Studium als Gebrauchsgrafiker an der Städtischen Kunstschule in Augsburg, das er 1939 an der Akademie für angewandte Kunst in München fortsetzte. Ein Jahr danach folgte der Schritt in die Selbstständigkeit als Gebrauchsgrafiker in der Fuggerstadt.
Aus der 1936 geschlossenen Ehe mit seiner Gattin Gertrud gingen die Söhne Hagen, Winfried, Ulrich und Friedemann hervor.

## Politisches Engagement
Mit 13 Jahren war Nerdinger in die Sozialistische Arbeiterjugend (SAJ) gekommen. 1928 wurde er Mitglied in der SPD. In der SAJ-Zeit lernte er Bebo Wager kennen, zu dem er eine persönliche Freundschaft entwickelte. Nach dem Verbot der SPD und ihrer Organisationen durch die Nationalsozialisten setzte Nerdinger seine politischen Tätigkeiten im Verborgenen in der 1933 von Wager und ihm gegründeten örtlichen Widerstandsbewegung „Revolutionäre Sozialisten“ fort. Die Sozialdemokraten gingen davon aus, dass irgendwann ein Sturz Hitlers bevorstünde und bereiteten sich durch Weiterbildung in politischer Theorie und Ausbildung für dann anstehende Aufgaben darauf vor. Bis zum Jahr 1937 kümmerte sich Nerdinger um den Aufbau der Organisation, die konspirativen Methoden der illegalen Zusammenarbeit sowie Informationssammlung und -weitergabe. Nerdinger wollte sich selbst dann durch die Ausbildung zum Grafikdesigner auf eine spätere Karriere als politischer Propagandist präparieren. Sein Atelier diente nebenher zur Tarnung unerlaubter politischer Aktivitäten.
1941 kamen die Führer der Widerstandsgruppe, Bebo Wager und der Münchner Aktivist Hermann Frieb, zur Auffassung, dass eine revolutionäre Situation vorliege und begannen mit Aktionen. Wager versuchte unter anderem auch MAN-Arbeiter anzuwerben. Einer davon informierte die Gestapo. Am 16. April 1942 waren Wager und Frieb Opfer der ersten Verhaftungen. Eugen Nerdinger wurde im Mai festgenommen und saß bis zum Dezember 1942 in Untersuchungshaft. Da der 1943 hingerichtete Wager seinen Freund nicht belastet hatte, wurde Nerdinger im Mai 1944 in einem Prozess vor dem Obersten Landgericht München zu dreieinhalb Jahren Gefängnis verurteilt. Sein Haftantritt wurde mehrmals aufgeschoben und durch eine Beschäftigung Nerdingers in den kriegswichtigen Messerschmittwerken hinausgezögert. Nach einer Bombeneinwirkung wurde seine Abteilung auf das Land nach Wettenhausen im Landkreis Günzburg verlegt. Dort wurde Nerdinger im September zum Volkssturm eingezogen und erkrankte bei einer Übung. Seine alte Tbc-Krankheit brach wieder auf und machte ihn bis zum März 1945 bettlägerig.
Nach dem Waffenstillstand im Mai kehrte er nach Augsburg zurück und knüpfte die früheren Kontakte neu. Nerdinger reaktivierte im Jahr 1946 gemeinsam mit Lina Wager und Anni Bittracher die Augsburger Sozialistische Arbeiterjugend. Der Sozialdemokrat entschloss sich dann, nicht in die aktive Politik zu gehen. Stattdessen wollte er vor Ort der Arbeiterkultur dienen.

## Berufliches Wirken
1940 hatte Nerdinger sich selbstständig gemacht. Die Haftzeit und die Kriegsumstände unterbanden zeitweise Aktivitäten im erlernten Beruf. Im Herbst 1945 machte Nerdinger die Firma Stern-Offizin, eine Werkstätte für Buchkunst und Gebrauchsgrafik, auf. Hier konnte er Tätigkeiten eines Grafikers, Druckers und Verlegers miteinander verbinden. Parallel zur Führung seiner Firma stellte Nerdinger ab 1946 sein Wissen Nachwuchskräften in der Augsburger Kunstschule zur Verfügung. Im Jahr 1954 wurde er als Lehrkraft für Gebrauchsgrafik dort fest angestellt. Seine beruflichen Bemühungen zielten dabei in zwei Richtungen. Zum einen in eine fachschriftstellerische Tätigkeit zur Design-Grundlagenforschung, zum anderen in die Konzeption und Realisierung einer hochschulähnlichen Designerschule mit westeuropäisch anerkanntem Ausbildungszeugnis. Die Schule erhielt auf Nerdingers Initiative hin zusätzliche Fachabteilungen für Ausstellungsgestaltung und Werbegrafik.
Ab 1960 übernahm er die Leitung der Bildungseinrichtung, die im Mai 1961 zur Werkkunstschule der Stadt Augsburg, Höhere Fachschule für angewandte Grafik und Malerei umbenannt wurde. Mit Hilfe des mit ihm bekannten Waldemar von Knoeringen gelang es, in das 1970 verabschiedete bayerische Fachhochschulgesetz eine Ausbildungsrichtung „Gestaltung“ aufzunehmen, die auch auf Nerdingers Überlegungen beruht. Als Direktor der Werkkunstschule ging der Pädagoge Nerdinger im selben Jahr in den Ruhestand. Im Jahr darauf wurden die bisher städtischen Einrichtungen Rudolf-Diesel-Polytechnikum der Stadt Augsburg und die Werkkunstschule zur „Fachhochschule Augsburg“ vereinigt und vom Freistaat Bayern übernommen.

## Werke (Auswahl)
- Brüder zum Lichte empor. Augsburg 1984, ISBN 3-921706-05-X.
- Flamme unter Asche. Stadt Augsburg, 1979.
- Gemeinsam mit Lisa Beck: Kalligraphie. München 1988, ISBN 3-7667-0886-4.
- Gemeinsam mit Lisa Beck: Schriftschreiben, Schriftzeichnen. München 1987, ISBN 3-7667-0854-6.
- Alphabete. München 1974, ISBN 3-7667-0150-9.
- Zeichen, Schrift und Ornament. Callwey, München 1960.
- Buchstabenbuch. Callwey, München 1954.